# Grampeado em Público - Volume I
Grampeado em Público - Volume I é o primeiro álbum ao vivo do cantor e compositor brasileiro Marcelo Nova, gravado ao vivo em Jandaia do Sul, no Paraná, em junho de 1999 e lançado no mesmo ano. O disco foi gravado e produzido por um fã de Marcelo Nova, chamado Luís Augusto Conde e fazia parte de um projeto maior de lançar discos com shows da turnê produzidos e distribuídos de forma independente.

## Faixas
| N.º | Título                    | Compositor(es)                             | Duração |  |
| 1.  | "Faça a Coisa Certa"      | Marcelo Nova                               |         |  |
| 2.  | "Rotina"                  | Gustavo Mullem / Karl Hummel/ Marcelo Nova |         |  |
| 3.  | "Hoje"                    | Karl Hummel / Marcelo Nova                 |         |  |
| 4.  | "Ainda não Está Escuro"   | Marcelo Nova                               |         |  |
| 5.  | "Quando Eu Morri"         | Marcelo Nova                               |         |  |
| 6.  | "Não Sou Passageiro"      | Marcelo Nova                               |         |  |
| 7.  | "Bete Morreu"             | Marcelo Nova / Robério Santana             |         |  |
| 8.  | "A Ferro e Fogo"          | Gustavo Mullem / Karl Hummel/ Marcelo Nova |         |  |
| 9.  | "A Garota da Motocicleta" | Marcelo Nova                               |         |  |
| 10. | "Cocaína"                 | Johnny Cash / Marcelo Nova                 |         |  |

## Banda
- Marcelo Nova - Vocal
- Johnny Boy - Guitarra
- Lu Stopa - Baixo
- Denis Mendes - Bateria